# Временное правительство Амбазонии
Временно́е прави́тельство Амбазо́нии (англ. Interim Government of Ambazonia) — высший исполнительно-распорядительный и законодательный орган временной государственной власти на территории непризнанной Федеративной Республики Амбазонии.

## Создание
6 октября 2016 года после решения правительства Камеруна о назначении франкоязычных судий на территории англоговорящего населения Камеруна, профсоюз юристов и учителей запускают компанию по байкотированию решения правительства, а также массовых манифестаций по всей территории Южного Камеруна. В ответ на данные действия, правительство Камеруна ввела войска и полицейские силы, тем самым эскалировав конфликт, что привело к декабрьской всеобщей забастовке по всем англоговорящим регионам страны. Когда контроль над ситуацией начал окончательно теряться, президент Камеруна Поль Бийя попытался призвать лидеров протеста и митингующих на переговоры, на что последние заявили о том, что переговоры невозможны — требования уже озвучены (выпуск всех задержанных, восстановление федерации) и они неизменны. Так-как правительство не было готово пойти на данный шаг, процессы на территории Южного Камеруна были объявлены угрозой национальной безопасности, а на их территории были отключены все средства связи. В итоге, после попыток подавления протестов силой, толпа радикализовалась и начались формирования вооружённых группировок. 
В итоге, ввиду совокупности факторов, а также жестоких действий со стороны правительства Камеруна, 1 сентября 2017 года, Управляющий совет Амбазонии объявил независимость англоговорящих регионов, а также о формировании вооружённых сил для поддержания правопорядка — Сил Самообороны Амбазонии. Менее радикальное большинство, которое выступало за более мягкий подход в урегулировании поначалу не поддержала объявление о суверенитете и крайне негативно отреагировала на то, что новообразованные так называемые силы правопорядка атаковали военную базу Камеруна уже 9 сентября 2017 года, что привело к гибели трёх жандармов. 
В итоге, чтобы контроль над протестами и, соответственно, государства не перешла в руки радикалов, Объединённый Фронт Южно-Камерунского Консорциума Амбазонии и Национальный Совет Южного Камеруна — две наиболее влиятельные и крупные объединения и движения за права граждан Южного Камеруна, 1 октября 2017 года объявили о формировании Временного Правительства Амбазонии во главе избираемого Президента до окончательного формирования суверенитета государства. Согласно решению делегатов Временного Правительства, на территории англоязычных регионов было объявлено уже свершившееся: провозглашена независимость федеративного парламентского государства англоговорящих камерунцев — Федеративная Республика Амбазония, а высшим временным органом власти — Временное правительство Амбазонии, являющееся коалиционным правительством большинства движений за автономию или независимость Амбазонии.

## Состав
Временное правительство Амбазонии состоит из:
- Кабинета министров Амбазонии;
- Консультативный совет Амбазонии;
- Совет по Восстановлению Амбазонии;
- Этический комитет Амбазонии.

### Первый состав
Первый состав временного правительства приступил к работе фактически в тот период времени, когда на территории Южного Камеруна фактически уже два месяца шла война за независимость и царил хаос. Боясь эскалации конфликта до полномасштабного вторжения со стороны Камеруна и, соответственно больших жертв, временное правительство первое время крайне робко реагировала на происходящее, отвергая вооружённую борьбу и стараясь действовать методами гражданского неповиновения и непризнания власти Камеруна над Амбазонией, что вызывало ярость и недовольство ряда деятелей и членов временного правительства, например Самуэля Икоме Сако.
Первый состав временного правительства состоял из следующих лиц:
- Президент — Сису Джулиус Аюк Табе.
- Вице-президент — Нфор Нгалла Нфор.
- Премьер-министр — Иссак Тассан.
- Министр обороны  — вакантно.
- Министр здравоохранения и социальных служб — вакантно.
- Министр по правам женщин — Налова Бих.
- Министр иностранных дел — Пен Теренс Хан.
- Министр внутренних дел и мобилизации — Тассан Исак.
- Министр образования и стратегического сотрудничества —  Корнелиус Нджикимби Кванга.
- Министр коммуникаций и ИТ-технологий — Чех Августин Авасум.
- Министр экономики и финансов — Эгбе Огорк.
- Председатель правительственной комиссии по этике — Шуфай Блайсе Севидзем Бериюую.
- Председатель судебного совета — Барристер Эямбе Элиас Эбай.
- Председатель правительственной реставрационной комиссии — Генри Тата Кименг.
- Председатель управления национальных проектов, планирования и управления — Нде-Че.

### Второй состав
После того, как вооружённым силам Камеруна удалось отыскать и провести арест деятелей и членов первого состава временного правительства 5 января 2018 года, в том числе его главу — 1-го президента Сису Аюка Табе, когда те находились в Нигерии и добивались статуса политических беженцев, правительство по-сути пало. В результате чрезвычайного съезда уцелевших членов от 4 февраля 2018 года, а также решения полномочных представителей и выборщиков от каждого округа ФРА, новым президентом, а равно председателем Временного Правительства стал Самуэль Икоме Сако, которому было поручено сформировать новое правительство.
По итогу, было избрано 15 членов-председателей:
- Президент — Самуэль Икоме Сако.

- Вице-президент — Харисицин Кенг Абонгва.
- Премьер-министр — Аук Аим[13].
- Министр обороны и внутренней безопасности (с 2018 года отдельное министерство[14]) — Сильвестр Зама.
- Министр здравоохранения и социальных служб — Эммануэль Тита.
- Министр по правам женщин — Пейшенс Абьеду.
- Министр иностранных дел — Кизито Логан Элад.
- Министр внутренних дел и мобилизации — Андерсон Каянг.
- Министр образования и стратегического сотрудничества — Роберт Фонди.
- Министр коммуникаций и ИТ-технологий — Кристофер Ану.
- Министр экономики и финансов — вакантно.
- Председатель правительственной комиссии по этике — Дороти Нгва.
- Председатель судебного совета — Тимоти Мбесеха.
- Председатель правительственной реставрационной комиссии — Элвис Комета.
- Председатель управления национальных проектов, планирования и управления — вакантно.

### Третий состав
После импичмента со стороны исполнительной ветви власти к Икоме Сако, был избран новый состав правительства.
- Президент — Марианта Джония.

- Вице-президент — Харисицин Кенг Абонгва.
- Премьер-министр — вакантно.
- Министр обороны и внутренней безопасности  — Сильвестр Зама.
- Министр здравоохранения и социальных служб — Эммануэль Тита.
- Министр по правам женщин — Пейшенс Абьеду.
- Министр иностранных дел — Кизито Логан Элад.
- Министр внутренних дел и мобилизации — Андерсон Каянг.
- Министр образования и стратегического сотрудничества — Роберт Фонди.
- Министр коммуникаций и ИТ-технологий — Кристофер Ану.
- Министр экономики и финансов — вакантно.
- Председатель правительственной комиссии по этике — Дороти Нгва.
- Председатель судебного совета — Тимоти Мбесеха.
- Председатель правительственной реставрационной комиссии — Элвис Комета.
- Председатель управления национальных проектов, планирования и управления — вакантно.

## Кризис правительства
2 мая 2019 года, арестованный президент Сису Аюк Табе, пользуясь поддержкой Камерунского правительства и их каналы связи, несмотря на решение Временного Правительства от 4 февраля 2018 года, объявил о том, что он вновь восстанавливает свои полномочия и свой кабинет министров, а президент Самуэль Икоме Сако, равно как и его правительство, снято со всех постов и должностей. В приказе, выпущенным арестованным и подконтрольным Камеруну президентом Аюком Табе, последний хвалит проделанную работу кабинетом Сако, однако назвал его недееспособным ввиду неких внутренних распрей.
Временное правительство утратило способность примирять и направлять наш народ и тем самым поставила под угрозу нашу самобытность и миссию временного правительства по завершению деколонизации Южного Камеруна путем продвижения наших коллективных национальных интересов.Сису Джулиус Аюк Табе., из приказа 1-го президента ФРА от 02.05.2019 г.
В результате данного приказа, который активно распространялся камерунскими властями, а также отказа правительством Сако признавать данный приказ легитимным, произошёл политический кризис, а движения за независимость Амбазонии по сути разделились на два лагеря. Так, Совет восстановления Абмазонии 12 июня 2019 года, поддержав действующее правительство, объявил «Народный импичмент» Аюку Табе за государственную измену и заявил, что вопрос по будущему Временного Правительства, а равно и поддержке Сако состоится через три месяца. Управляющий совет Амбазонии, а также Силы самообороны Амбазонии поддержали Аюка Табе, а чуть позже соеденились с лояльными ему частями.
При этом, несмотря на тюремное заключение и влияние Камеруна на Аюка Табе, он на момент 2021 года всё ещё считается наиболее влиятельным и авторитетным руководителем, когда Сако остаётся только на втором месте. Так, в июле 2020 года, камерунские власти провели вопрос о прекращении огня именно через Аюка Табе, а не правительство Сако. 
Очередным ударом по ситуации с правительством стал союз УСА и ССА с Коренными Народами Бифоры с октября 2021 года, что противоречило идеям Сако о получении поддержки у Ниегрийского правительства.

## Деятельность
Первоначально, Временное Правительство старалось не втягивать новообразованное государство в открытую войну, несмотря на тот факт, что оно само по-сути сформировалось из-за активной фазы противостояния Камеруну. После своего основания, оно придерживалось доктрины использования гражданского неповиновения и дипломатического разрешения конфликта. Так, в начале ноября 2017 года, представители Временного Правительства осудили действия Сил самообороны Амбазонии, приведшие к обострению отношений между Амабзонией и Камеруном и гибели трёх жандармов. 
Первый состав правительства не успел совершить значимых для Амбазонии действий или шагов и был арестован на территории Нигерии при попытке получения статуса беженцев, после чего, будучи экстрадированы на территорию Камеруна, были отданы под судебное разбирательство военного трибунала. Позже, после нескольких ходатайств со стороны Амбазонии, верховный суд Нигерии постановил о неконституционности решения экстрадиции и постановил Камеруну вернуть на территорию Нигерии всех арестованных лиц, а самому правительству Нигерии выплатить компенсацию. К фактическим результатам это не привело, и первый состав Временного Правительства 20 августа 2019 года был приговорён к пожизненному заключению, согласно решению военного трибунала г. Яунда. 
После избрания второго кабинета министров во главе Самуэля Сако, по-сути и началась активная деятельность со стороны Временного Правительства. Так, в марте 2018 года, с целью объединения всех военизированных сил и окончания правления военачальников, был создан Совет самообороны Амбазонии — де-факто вооружённые силы, а де-юре политическая организация при Министерстве Обороны, цель которой — объединение усилий по защите Амбазонии и регулировании правопорядка внутри оной. Ещё одним шагом нового правительства стало попытка нормализовать отношения между Временным Правительством и Силами самообороны Амабазонии, подчиняющиеся УСА. Так, 31 декабря 2018 года был выпущен исполнительный приказ о формировании Полиции (точнее сказать, её тактического военизированного отделения) и начала наступательной операции, а также жёсткого разрешения проблемы с похищениями мирных жителей, что к середине 2018 года стало серьёзной проблемой на территории Южного Камеруна. 
31 марта 2019 года под покровительством Временного Правительства был сформирован Южно-Камерунский освободительный комитет — организация, объединяющая большинство движений за федерализацию или независимость Южного Камеруна. 